# Yassine Rachik
Yassine Rachik (Aïn Sebaa, Marruecos, 11 de junio de 1993) es un deportista italiano de origen marroquí que compite en atletismo. Ganó una medalla de bronce en el Campeonato Europeo de Atletismo de 2018, en la prueba de maratón.

## Palmarés internacional
| Campeonato Europeo | Campeonato Europeo | Campeonato Europeo | Campeonato Europeo |
| Año                | Lugar              | Medalla            | Prueba             |
| ------------------ | ------------------ | ------------------ | ------------------ |
| 2018               | Berlín (Alemania)  | Medalla de bronce  | Maratón            |